# نيكولا جاك كونتيه
كان نيكولا جاك كونتيه (بالفرنسية: Nicolas Jacques Conté؛ و. 1755م – ت. 1805م) رسّامًا فرنسيًّا. وكان أول من اخترع القلم الرصاص الحديث عام 1792م.